# Steinhoff Designmuseum

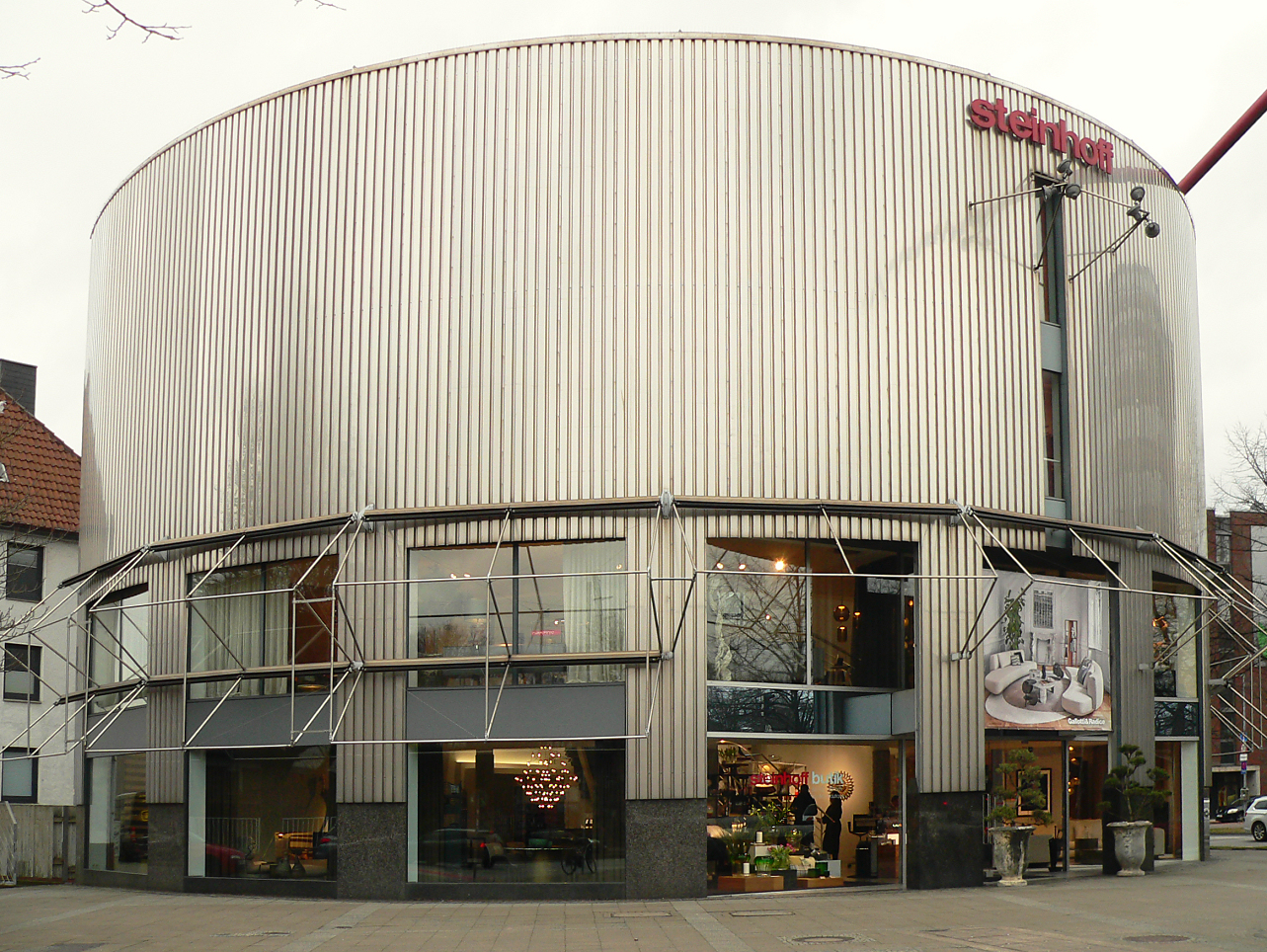
Museumsitz im Obergeschoss des Einrichtungshauses Steinhoff

Das Steinhoff Designmuseum befindet sich am Braunschweiger Platz in Hannover innerhalb des Einrichtungshauses Steinhoff.
Das Designmuseum wurde 2012 gegründet und bezeichnet sich als nicht kommerzielles Kulturprojekt. Es gilt als „das kleinste Designmuseum Deutschlands“. Es zeigt wechselnde Ausstellungen zu verschiedenen Designthemen. Außer Montags kann es während der Öffnungszeiten des Einrichtungshauses eintrittsfrei besucht werden.
Bei den Ausstellungen geht es um verschiedene Designer und Möbelarchitekten, wie Alvar Aalto, Ray Eames, Charles Eames sowie Poul Kjærholm und um die Themen Farbe und Material sowie das Design der kleinen Dinge wie bei Achille Castiglioni.